# 蒙托格伊路

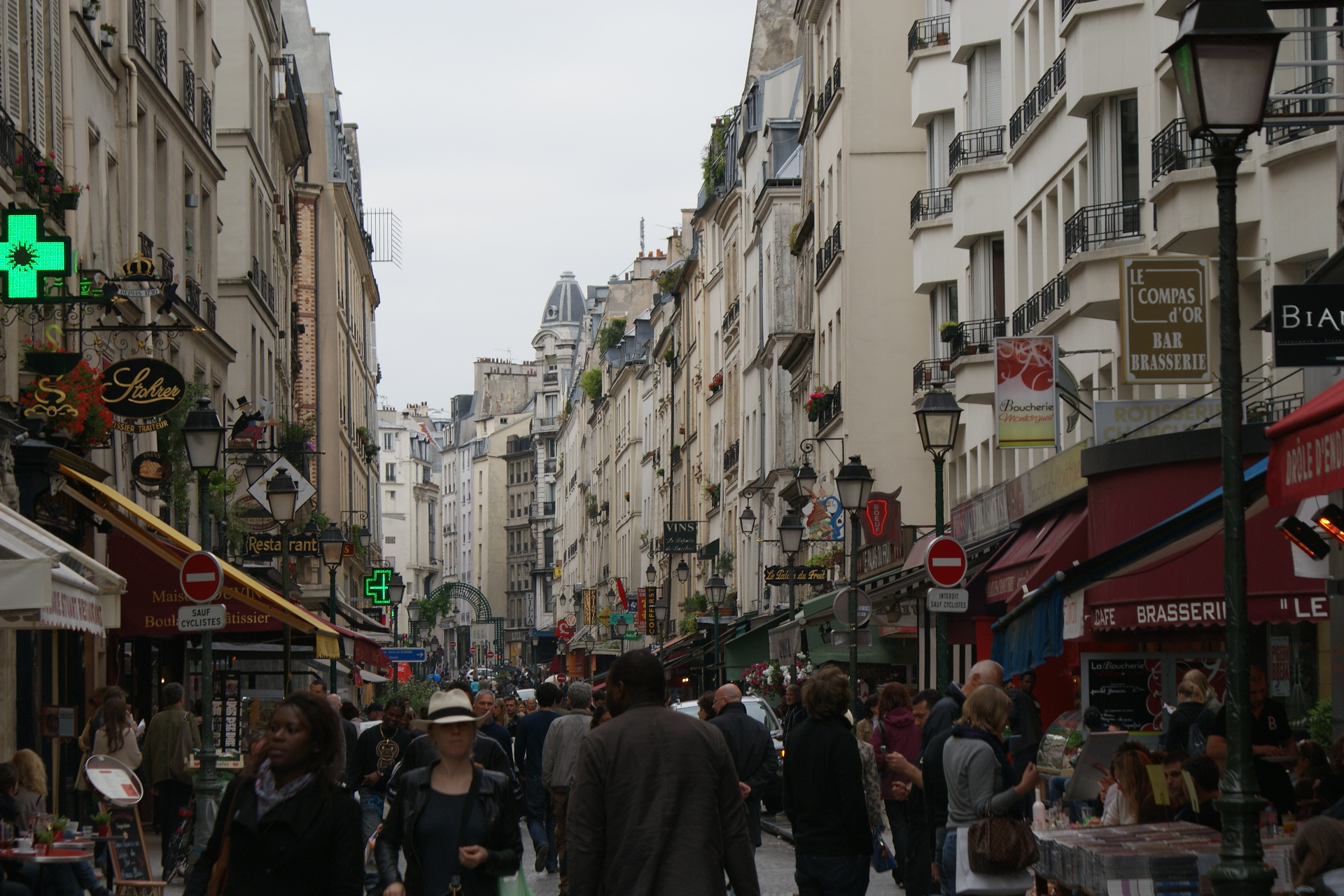
蒙托格伊路

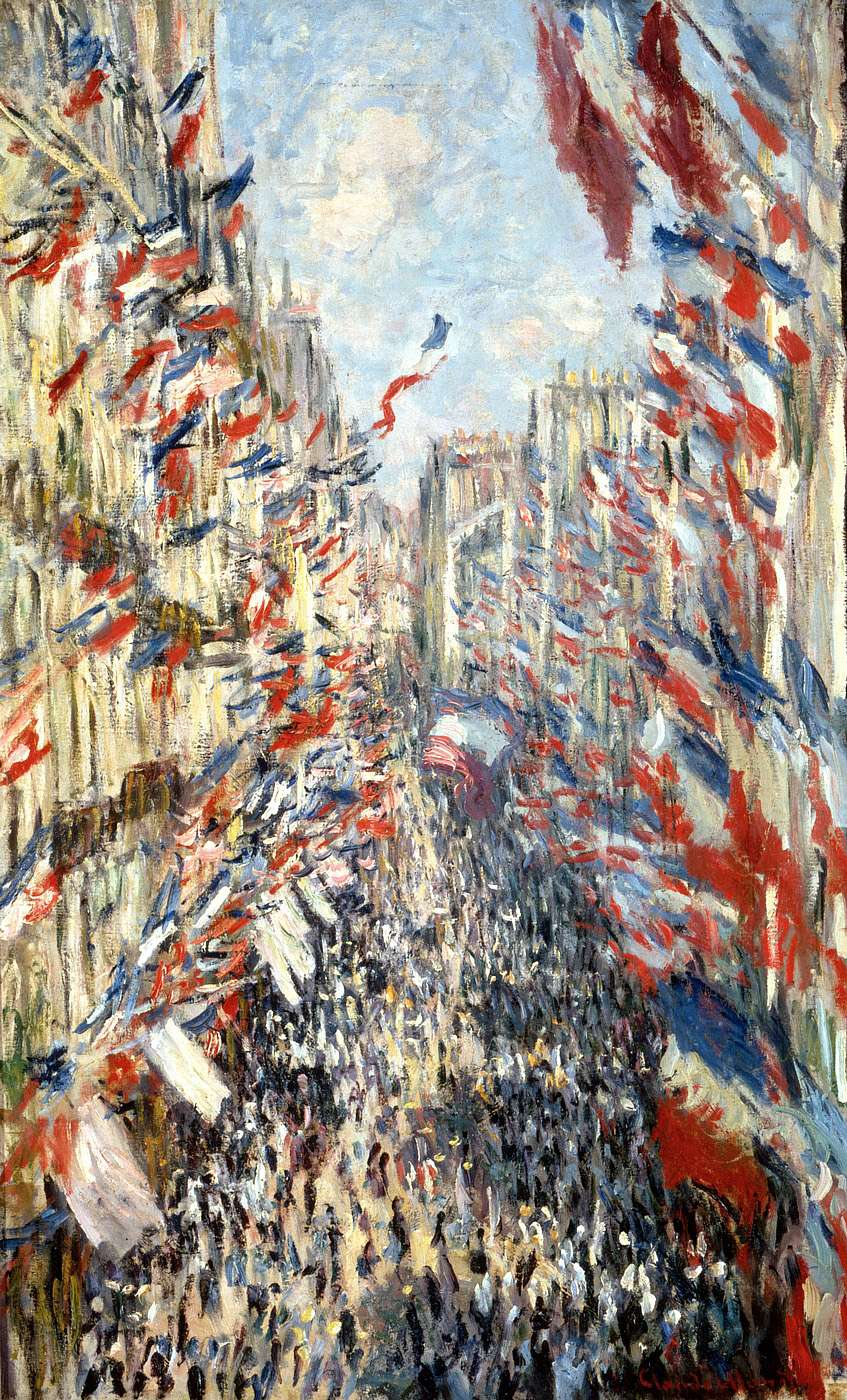
克勞德·莫內的画作《蒙托格伊路》

蒙托格伊路（法語發音：[ʁy mɔ̃tɔʁɡœj]）是巴黎第二区的时尚街道，两旁排列着著名的餐厅，古朴的咖啡馆，面包房，鱼店，奶酪店，酒店，花店，蒙托格伊路成为公认的巴黎人社交和日常购物的最佳场所之一。在蒙托格伊路最南端，有著名的圣厄斯塔什教堂、蓬皮杜中心和雷阿尔，其中有巴黎市中心最大的室内购物商场（主要在地下），向北是著名的林荫大道的地区。

## 著名餐厅
- L'Escargot, 38号
- Le Rocher de Cancale, 78号
- La Maison Stohrer, 51号